# Nega Gizza
Nega Gizza, nom de scène de Gisele Gomes de Souza, née le 22 juin 1977 à Rio de Janeiro, est une rappeuse, présentatrice, activiste et productrice brésilienne.

## Biographie
Elle est née à Brás de Pina (pt), une banlieue de Rio de Janeiro. À l'âge de 7 ans, elle interrompt ces études avant de finir l'école élémentaire, pour vendre avec ses frères et sœurs des sodas et de la bière dans le centre de Rio de Janeiro. Elle doit alors abandonner son rêve de devenir journaliste. 
Elle commence le chant à l'âge de 12 ans, en pratiquant le gospel dans une église évangélique. Adolescente, elle s'implique dans une radio communautaire où elle eut l'opportunité de présenter un programme sur la culture hip hop. Elle se familiarise alors la musique de rappeurs américains comme Public Enemy et Run DMC, et de rappeurs brésiliens comme Thaíde et DJ Hum, Racionais MC's et MV Bill. Ce dernier l'adopte comme sa sœur. Elle chante ensuite dans les chœurs dans son groupe. 
En 2001, elle reçut pour son rap Prostituta, le Prêmio Hutúz dans la catégorie Meilleure Démo. Il s'agit du prix hip hop brésilien le plus prestigieux créé par le Central Unica de Favelas (CUFA). Nega Gizza, notamment MV Bill et le producteur Celso Athayde (pt), est à l'origine et devient une des cheffes de file de Central Única das Favelas (pt)(CUFA). Cette ONG promeut l'éducation et la production culturelle par le hip hop et le sport dans les quartiers pauvres du Brésil. Grâce à cette organisation, des jeunes apprennent à produire des vidéos et documentaires et participent à des ateliers culturels.
L'année suivante, elle sort son premier album solo, Na Humildade (Dans l'humilité), enregistré par le label Dum Dum, fonde par MV Bill et elle-même. MV Bill participe à cet album.

## Musique
Les paroles des compositions de Nega Gizza parlent du monde du rap du point de vue féminin, afin de rompre avec la domination masculine qui existe dans ce genre musical. Dans son album, Na Humildade (2002), le morceau Larga o Bicho questionne les stéréotypes sexistes de la femme objet et de la femme fragile. Dans Prostituta, elle personnifie une prostituée. Dans le clip, elle aborde la réalité cruelle des prostituées, comme la violence sexuelle, l'avortement, l'abus des enfants et la position de l'Église par rapport à ces problématiques.
Le thème de la mort prématurée des trafiquants de drogue, thème fréquent ans le répertoire du rap brésilien, se retrouve dans Fiel Bailarino (en partenariat avec MV Bill) et dans Neném. Il s'agit d'une dédicace au frère de Nega Gizza qui fut tué lors d'une confrontation avec la police. 
Dans Horror Film, elle dénonce l'hypocrisie des élites brésiliennes et des politicien.ne.s, qui méprisent et ont peur des pauvres. Elle dénonce le racisme et l’inégalité sociale de son pays.

## Discographie
- Na Humildade (2002)

## Prix
- 2001, Prêmio Hutúz, catégorie Meilleure Démo
- 2002, Prêmio Hutúz, catégorie Groupe ou Artiste Solo Féminin
- 2009, Prêmio Hutúz, catégorie Meilleure Groupe ou Artiste Solo Féminin de la Décennie
- 2009, Prêmio Hutúz, catégorie Meilleure Demo Féminin de la Décennie